# بترا روت
بترا روث (بالألمانية: Petra Roth )‏ (و. 1944  م) هي سياسية ألمانية، ولدت في بريمن، هي عضوةٌ الاتحاد الديمقراطي المسيحي (منذ 1972)، شاركت في الانتخابات الرئاسية الألمانية 2012، والانتخابات الرئاسية الألمانية 2010، والانتخابات الرئاسية الألمانية 2004، والانتخابات الرئاسية الألمانية 2009، والانتخابات الرئاسية الألمانية 1999 ‏.

## مناصب
تولت منصب اللورد العمدة، فرانكفورت (5 يوليو 1995–30 يونيو 2012)
- عضو في برلمان ولاية  [لغات أخرى]‏ (1987–1995)
- عضو البرلمان هسه.

## جوائز
حصلت على جوائز منها:
- جائزة المواطن الفخري في فرانكفورت (2017)
- نيشان استحقاق صليب الضباط لجمهورية ألمانيا الاتحادية (2015)
- ميدالية فيلهام لاوشنر  [لغات أخرى]‏ (1 ديسمبر 2012)
- Konrad Adenauer Award  [لغات أخرى]‏ (2012)[8]
- Julius Campe award  [لغات أخرى]‏ (2012)
- دكتوراه فخرية (2010)
- دكتوراة فخرية من جامعة تل أبيب (2005)
- نيشان جوقة الشرف من رتبة ضابط (2001).

## روابط خارجية
- بترا روت على موقع IMDb (الإنجليزية)
- بترا روت على موقع مونزينجر (الألمانية)